# Galusha A. Grow
Pour les articles homonymes, voir Grow.
Aaron Galusha Grow, né le 31 août 1823 à Ashford et mort le 31 mars 1907 à Scranton, est un homme politique américain. Membre du Parti républicain, il est membre de la Chambre des représentants des États-Unis de 1851 à 1863 et de 1894 à 1903. Il en est également le président de 1861 à 1863.